# Jaroslav Olša
Jaroslav Olša (9. března 1938 – 29. března 2023 )  byl český orientalista, který se před listopadem 1989 živil jako zpěvák ve svobodném povolání. Na počátku 90. let pak vstoupil do diplomatických služeb a působil jako velvyslanec v Indonésii a následně generální konzul v pákistánském Karáčí. Byl také autorem prací o zemích jihovýchodní Asie, zejména o Indonésii. Též autor překladů prózy a poezie. Jeho syn, Jaroslav Olša, jr., je rovněž orientalista a kariérní diplomat. Napsal práce věnované Asii a Africe, ale také se zabývá science fiction.

## Život
Narodil se těsně před 2. světovou válkou v rodině učitele Františka Olši (1904–1976) a Ludmily Olšové, roz. Čáslavské (1911–1958). František Olša se po konci války zapojil do komunální politiky (Strana nár.-soc., Sokol a další organizace), za což byl po komunistickém puči v únoru 1948 vyhozen z práce a internován v Táboře nucených prací v Lešanech. To mělo negativní vliv i na budoucnost jeho syna: nebylo mu dovoleno jít ani na středoškolská studia na základě tehdejšího výnosu, podle nějž „děti z rodin nepřátel vlasti nesmějí studovat“ a byl nucen vyučit se soustružníkem v ČKD Sokolovo. V 50. letech proto Jaroslav Olša pracoval jako dělník v různých továrnách (ČKD, Praga, Technometra...) a na stavbě (Pozemní stavby). Souběžně si udělal maturitu na večerní Střední škole pro pracující, protože z denního studia, kam se posléze dostal, byl hned v prvním ročníku z důvodů antikomunistických aktivit jeho otce vyloučen. Starší bratr František Olša, velmi nadaný malíř, byl rovněž pronásledován a skončil jako dělník v příbramských uranových dolech. Když Jaroslav Olša odmaturoval, objevila se šance být přijat na nově otevřenou Vysokou školu pedagogickou (obor čeština a ruština), kam ho závodní výbor Pragovky, kde tehdy pracoval, doporučil. Po třech semestrech ale bylo toto doporučení staženo na základě intervence tzv. uličního výboru z místa bydliště a Olša byl okamžitě ze studia vyloučen. Hlavním argumentem bylo, že si vybral studium ruštiny, aby „mohl ještě více hanobit Sovětský svaz.“ (sic!)

### Pěvecká kariéra
Jako učeň v ČKD Sokolovo se v 50. letech zúčastnil soutěže umělecké tvořivosti mládeže v oboru zpěv, ale protože zazpíval americký (byť černošský) spirituál, cenzura zasáhla, byl ostře kritizován a ze soutěže vyloučen. Následně několikrát vyhrál soutěže „Volná tribuna“, pořádané na tanečních zábavách, a „Hledáme nové talenty“ právě s (černošskou) písní „Nelly Grey“, se kterou pak vystoupil i v Československém rozhlase za doprovodu Harry (Karla) Macourka. Ještě jako tovární dělník začal vystupovat s orchestrem Jaroslava Hrdličky a poté poloprofesionálně s bigbandem Karla Kesla. Byl zván na přímé přenosy programů k výročí Čs. rozhlasu. Profesionální kariéru zahájil a orchestrem Vlastimila Kloce (sólisty-trumpetisty Orchestru Čs. rozhlasu), zpíval s bigbandy Zdeňka Bartáka, Karla Vlacha a dalšími. Natáčel pro Čs. rozhlas a vystupoval v Čs. televizi (např. pořad Vysílá studio A) s orchestry Slávy Kunsta, Karla Duby a dalšími skupinami. Byl sólistou jedné z prvních tzv. bigbítových skupin Telstar, která však brzy zanikla. Byl jedním z prvních studentů nově založené Lidové konzervatoře (dnes Konzervatoř Jaroslava Ježka). Průběžně v létech 1961–1965 byl sólistou orchestru (a tudíž uměleckým zaměstnancem) Parku kultury a oddechu Julia Fučíka v Praze. Když byl orchestr rozpuštěn, pokračoval jako zpěvák a konferenciér na estrádách a ve varietních programech doma i v zahraničí (Polsko).

### Angažovanost ve studentském a kulturním hnutí 60. let a jeho důsledky
V polovině 60. let se mu díky politickému uvolnění otevřela šance vrátit se na vysokou školu, v té době byl na Filozofické fakultě Univerzity Karlovy otevřen obor anglistika a indonesistika (indonéštinu v té době už několik let studoval na jazykové škole). Během Pražského jara se jako student angažoval v hnutí proti okupaci (mj. vyhlašoval na podzim 1968 studentskou stávku, po upálení Jana Palacha moderoval z balkónu filozofické fakulty vyvrcholení demonstrativního pochodu z Václavského náměstí atd). Jako spoluzakladatel a tajemník Uměleckého sdružení Artes (sdružení umělců zábavního umění) se zúčastnil také činnosti Koordinačního výboru uměleckých svazů. Artes byl na počátku normalizace zakázán a Rudé právo o něm např. 22. dubna 1970 napsalo: „...jde o organizaci, která vznikla v r. 1968 pod vlivem nátlakových skupin ... Od samého počátku se vedení tohoto svazu silně politicky angažovalo pro všechna protisocialistická a protisovětská stanoviska.“ V roce 1969 na poslední chvíli získal vysokoškolský diplom, neboť mu opět hrozilo vyloučení z politických důvodů. V období normalizace nemohl dostat žádnou odpovídající práci, dostal zákaz publikování a byl mu odebrán pas, aby nemohl vystupovat a vyjíždět na turné do zahraničí. Díky druhému manželství s polskou občankou Ludmilou Rackiewicz, primabalerinou Krakovské opery, se nakonec vystěhoval do Polska a tam navzdory protestům Pragokoncertu (státní agentury, tehdy regulující činnost českých umělců v zahraničí) pokračoval jako zpěvák a konferenciér ve svobodném povolání.

### Aktivity po listopadu 1989 a působení v české diplomacii
V roce 1990 se obnovil Artes a Jaroslav Olša se opět stal jeho tajemníkem. Byl aktivní jako viceprezident Konfederace umění a kultury, člen poradního sboru ministra kultury a v jeho rehabilitační komisi, zasedal v radě Českého literárního fondu atd. Na počátku roku 1993 byl přijat na Ministerstvo zahraničních věcí České republiky a jako vystudovaný indonesista, znající několik jazyků, se stal prvním velvyslancem ČR v Indonésii s přiakreditací pro Malajsii a Singapur. Jeho prvořadým úkolem bylo poskytnout tamním vládám a institucím veškeré informace o rozpadu Československa a o novém státě – České republice. V Indonésii navíc bylo třeba vypořádat rozdělení majetku, který tam vlastnilo Československo, na Českou republiku a Slovenskou republiku. V Malajsii bylo jeho úkolem podporovat malajsijsko-českou spolupráci povýšením tamního československého obchodního zastoupení na plnohodnotné velvyslanectví ČR a v Singapuru založení zcela nového zastupitelského úřadu pod vedením chargé d'affaires. Ve všech třech zemích byly učiněny úspěšné kroky k vytvoření zcela nových vazeb s ČR, jejími institucemi a firmami. Po skončení mise v roce 1998 působil ještě v letech 1999–2002 jako poslední generální konzul v Karáčí (Pákistán). Navzdory tomu, že většina obchodních aktivit byla na bedrech generálního konzulátu, nikoliv velvyslanectví v pákistánském hlavním městě Islamabádu, byl generální konzulát v Karáčí z finančních i bezpečnostních důvodů zrušen v roce 2002.
Za své působení v Indonésii byl Jaroslav Olša oceněn nejvyšším státním vyznamenáním prezidentem Indonéské republiky „Bintang Jasa Utama“ (Hvězda první třídy za zásluhy), medailí ministra obchodu a průmyslu Indonésie, oceněním tzv. ASEAN Consultants Forum „Best Executive Award“; v Pákistánu obdržel medaili Pákistánsko-českého obchodního fóra.

### Podpora česko-indonéských vztahů.
Už v době studií začal pracovat na překladech z indonéštiny, jenže už vydání prvního překladu – novely „Surabaya“ – bylo zakázáno cenzurou s odůvodněním, že „taková literatura zesměšňuje osvobozenecký boj koloniálních národů.“ (sic!) „Surabaya“ nakonec vyšla až v knize jeho překladů z indonéštiny s názvem „Tygr! Tygr!“ v r. 2007. Jak v období Pražského jara, tak po Sametové revoluci stál u vzniku organizací indonésko-českého přátelství. Současně se vždy zajímal o Novou Guineu, kterou navštívil v roce 1980 u příležitosti Festivalu umění jižního Pacifiku. Vyšla mu celá řada článků a pojednání o tomto ostrově a jeho obyvatelích a nakonec se jeho zájem o tamní kulturu přetavil v knihu papuánských legend a vyprávění pod názvem „Závistivý lidojed a pták nepták“.
Ještě v 80. letech začal pracovat na česko-indonéském slovníku. Byla to práce složitá, neboť nebyly k dispozici jiné než ruské materiály, o bezprostředním přístupu ke zdrojům ani nemluvě. Teprve během pobytu v Indonésii se situace zlepšila, i když si autor hesla stále vypisoval ručně na kartičkách, a teprve získání počítače a přístup k internetu umožnily práci zprofesionalizovat. Příprava Česko-indonéského slovníku tak trvala celých deset let, zatímco rozsáhlejší Slovník indonésko-český už Jaroslav Olša sestavoval za jiné situace a mnohem rychleji. Třetí dílo, Praktický indonésko-český a česko-indonéský slovník, bylo zpracováno nejmodernější metodou díky jinému nakladatelství a jím vyvinutým speciálním programům. Proto se tento slovník liší obsahově i formálně od předchozích dvou ve všech aspektech, navíc obsahuje originální přílohu v podobě výběru indonéských přísloví.
Jaroslav Olša je ale také autorem malajské kuchařky – vůbec první vydané v češtině.

## Vydané knihy
- Česko-indonéský slovník. Leda, Voznice 2003 – vůbec první česko-indonéský slovník v historii.
- Tygr! Tygr! Moderní povídky z Indonésie. Gutenberg: Kontinenty, Praha 2007 – antologie indonéské prózy, vybral, z indonéštiny přeložil a doslovem opatřil Jaroslav Olša.
- Závistivý lidojed a pták nepták. Legendy a báje z Nové Guineje. Argo, Praha 2008. – převyprávění textů z Nové Guineje.
- Indonésko-český slovník. Leda, Voznice 2010. – druhý svazek slovníku.
- Sultán a král Kobra. Malajské legendy a báje. Talpress, Praha 2011 – převyprávění malajských bájí a legend,
- Exotické kouzlo kuchyně Malajsie, Pavel Mervart, Červený Kostelec 2013 – první malajská kuchařka v češtině.
- Praktický indonésko-český a česko-indonéský slovník. Lingea, Brno 2017.
- Amin Sutedjo: Příběh rozčarování a naděje. Nová vlna, Praha 2020 – novela indonéského autora.[4]

## Knihy v rukopise
- Djokolelono: Tajemství stromu kenari aneb Kluk z Měsíce – rukopis překladu románu pro mládež indonéského autora.

## Publikované články

### Indonésie, Malajsie a Singapur
- Gamelan. Nový Orient, 1968, č. 8.
- Romantika stále živá aneb Taneční hudba v Indonésii. Melodie, 1969 (?).
- Javánské živé stíny. Lidé a země, 1982, č. 11.
- Co se jí na rovníku. AZ Magazín, 1983, č. 2.
- Expresem Mutiara napříč Jávou. Lidé a země, 1985, č. 2.
- Ong Teng Cheong v Praze: Co můžeme očekávat od vztahů se Singapurem. Respekt, 1998, č. 30.
- Indonésie: Výzvy pro 21. století. Respekt, 1998, č. 37.
- Vzpomínka na Miroslava Oplta. Nový Orient, 1999, č. 7.
- Indonéský keris: Chladná zbraň – kultovní předmět – umělecký skvost. Nový Orient, 2003, č. 8-9.
- Současné indonéské malířství. Nový Orient, 2004, č. 1.
- Putu Wijaya: Renesanční člověk z ostrova Bali. Divadelní noviny, 2007, č. 8.
- Černá ruka lidské zloby: K výročí největšího teroristického útoku v Indonésii. Mezinárodní politika, 2008, č. 3.
- Politické aspekty moderní indonéské literatury. Mezinárodní politika, 2010, č. 8.
- Hledání zlatého nosorožce. Lidé a země, 2011, č. 9.
- Dilemata současné indonéské společnosti. Mezinárodní politika, 2011, č. 11.

### Nová Guinea
- Festival bubnů. Lidé a země, 1982, č. 1.
- Setkání na Nové Guineji. Svět v obrazech, 1982, č. 19.
- Na mapě je Konedubu. Květy, 1982, č. 26.
- Papuánští duchové války. AZ Magazín, 1982, č. 7.
- Laurabada: Reportáž z Nové Guineje. Nový Orient, 1982, č. 9.
- Černí a bílí na Niugini. Nový Orient, 1983, č. 8.
- Soumrak v zemi otrávených šípů. Lidé a země, 1987.

### Pákistán
- Islámský terorismus v Pákistánu. Mezinárodní politika, 2003, č. 12.
- Nábožensko-zvykové pozadí terorismu v Pákistánu. Mezinárodní politika, 2009, č. 11–12.

### Ostatní
- Písnička a fotografie pro vás. Květy, 1966, č. 41. (o Jaroslavu Olšovi).
- Beat pod pyramidami. Melodie, 1969 (?).
- Disc-Jockey Derby. Melodie, 1969 (?).

## Překlady v časopisech
- Satrio: Romeo a Julie ve vesmíru. Světová literatura, 1986, č. 3. (Sebuah tragedi di angkasa)
- Seno Gumira Ajidarma: Maska opice. Labyrint revue, 2001, č. 23–24.
- Cecep Syamsul Hari: Dvě básně o Praze. Plav, 2009, č. 12.